# Spirograaf

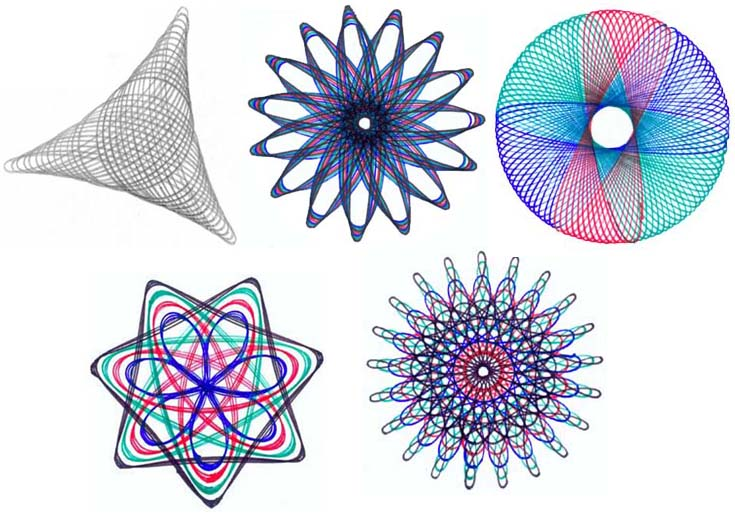
Tekeningen die met een spirograaf gemaakt zijn

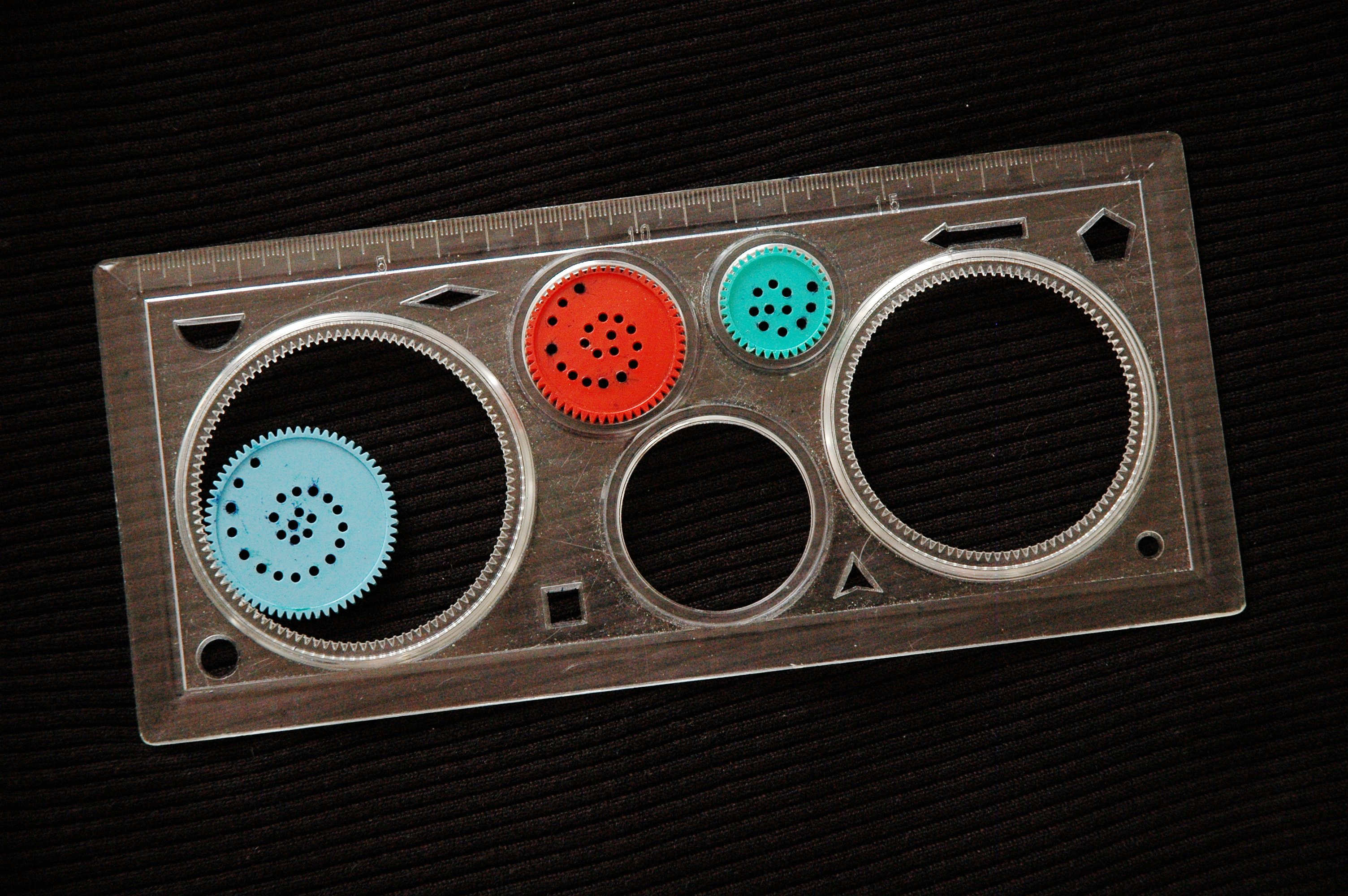
Een set tandwielen en een sjabloon van een spirograaf

Animatie van een spirograaf

Een spirograaf is een instrument dat gebruikt wordt om geometrische patronen te tekenen. De spirograaf werd bedacht door Denys Fisher (1918 - 2002), een Engels ingenieur, en vanaf 1965 verkocht. In 1967 werd de spirograaf verkozen tot speelgoed van het jaar in het Verenigd Koninkrijk.
Het principe bestaat uit een set kunststof tandwielen en een aantal andere voorwerpen, zoals ringen, driehoeken, rechte strips, ook voorzien van vertanding langs de rand (en in geval van de ringen ook langs de binnenkant). De onderdelen kunnen met punaises of met een speciaal houdertje dat door het papier kan worden gestoken op de ondergrond worden vastgeprikt en andere onderdelen kunnen door middel van de vertanding langs een vastgeprikt voorwerp rollen. In de onderdelen bevinden zich diverse gaatjes waardoor een potlood of pen met dunne punt kan worden gestoken. Door de stralen van de schijven en de positie van het gaatje te variëren kunnen tal van patronen worden vervaardigd. Door hierbij ook nog verschillende kleuren potloden of pennen of een meerkleurige pen te gebruiken, kunnen gekleurde patronen worden vervaardigd.
Een geavanceerde versie van de spirograaf werd toegepast bij het ontwerpen van patronen voor bankbiljetten en andere waardepapieren. Tegenwoordig kan men dergelijke patronen ook met een eenvoudige Java-applicatie tekenen.
Een variant op de spirograaf is de cyclograaf. Deze bestaat uit vijf ronde, getande schijven(vier grote en in het midden een kleine) met daarin holtes in verschillende vormen. Door met een potlood of pen langs de randen van deze holtes te tekenen en hierbij de schijven te draaien worden hiermee spirograaf-achtige patronen vervaardigd.